# ミネソタ大学の人物一覧
ミネソタ大学出身人物一覧はアメリカ合衆国ミネソタ大学に関係する人物一覧。

## 著名な卒業生

### 芸術及び娯楽
- ボブ・ディラン - 歌手/作詞家
- デッサ - 歌手/ラッパー/著作家
- ヘンリー・フォンダ - 俳優
- ケイト・マルグルー - 女優
- ロン・パールマン - 俳優
- ロバート・ヴォーン - 俳優

### 法律家、政治家、及び知事
- ヒューバート・H・ハンフリー - アメリカ合衆国副大統領及び1968年民主党大統領指名者
- ユージーン・マッカーシー - アメリカ合衆国議会下院議員、アメリカ合衆国議会上院議員、大統領候補者3回
- ウォルター・モンデール - 元アメリカ合衆国副大統領、1984年民主党大統領指名者、アメリカ合衆国駐日大使
- ティム・ポーレンティー - 共和党のアメリカ合衆国議会下院議員、元ミネソタ州知事

### 科学者
- ウォルター・ブラッテン - ノーベル賞物理学賞トランジスタの共同開発者
- メルヴィン・カルヴィン - ノーベル賞化学賞
- シーモア・クレイ - クレイコンピュータ創業者
- ルイ・イグナロ - ノーベル賞 pharmacist
- エドワード・ルイス - ノーベル賞 geneticist
- 青木昌彦 - スタンフォード大学経済学部名誉教授
- 遠藤恵美子 - 武蔵野大学名誉教授
- 小檜山ルイ - 東京女子大学現代文化学部教授、キリスト教史学会理事長、日本アメリカ史学会代表
- 西條辰義 - 元一橋大学経済研究所教授、元大阪大学社会経済研究所教授
- 田近栄治 - 元一橋大学副学長
- 塩澤修平 - 慶應義塾大学経済学部教授
- 弦間正彦 - 早稲田大学社会科学部教授、学校法人早稲田大学理事、早稲田大学地域・地域間研究機構長
- 西田ひろ子 - 静岡県立大学国際関係学部教授

### スポーツ
- バーン・ガニア - プロレスラー
- リック・フレアー - プロレスラー
- ブロック・レスナー - プロレスラー
- シェルトン・ベンジャミン - プロレスラー
- マイク・ラリーズ - プロレスラー
- エリック・デッカー - NFL選手
- 宮部藍梨 - バレーボール選手